# Lutz Fischer (Fußballspieler)
Lutz Fischer (* 25. März 1960) ist ein ehemaliger deutscher Fußballspieler.

## Karriere
Fischer spielte für Eintracht Braunschweig in der Bundesliga und in der 2. Bundesliga. In der Saison 1983/84 belegte die Eintracht den neunten Tabellenplatz in der Abschlusstabelle, dabei gab Fischer sein Debüt in der Bundesliga. Er wurde am 5. und 9. Spieltag von Trainer Aleksandar Ristić gegen den 1. FC Köln und den Hamburger SV eingewechselt. Beide Spiele gingen auswärts verloren. Zwischenzeitlich spielte Fischer im Amateurteam der Eintracht, bevor er in der Saison 1986/87 zu 13 weiteren Einsätzen im Profiteam kam. Die Eintracht war bereits 1985 in die 2. Bundesliga abgestiegen. Mit Fischer wurde in Liga Zwei der 17. Tabellenplatz belegt, es folgte der Abstieg ins Amateurlager.
Derzeit ist Lutz Fischer Professor an der Universität Hohenheim in Stuttgart (Deutschland). Er leitet das Fachgebiet Biotechnologie und Enzymwissenschaft.

## Anmerkung
1. ↑  Zahlen beinhalten nur die Spielzeiten 1983/84, 1985/86 & 1986/87 in der Oberliga Nord